# Domby Márton
Domby Márton, névváltozat: Dombi (Hosszúpályi, 1778. február 20. – Pest, 1864. május 11.) ügyvéd, költő.

## Élete
Id. Dombi Márton fiaként született. Debrecenben tanult és mint iskolanövendék Csokonai Vitéz Mihállyal három és fél évig volt baráti viszonyban. Később tabularis ügyvéd volt Pesten; 1858-ban a pesti teológiai intézetnek hagyta könyvtárát. Az első Csokonai-életrajz szerzője.

## Munkái
- Tükröcske. Egy ficzkópoéta számára. Első darab azon esetre, ha a ficzkó nem szelidül. Hely n., 1816
- Csokonay V. Mihály élete s némely még eddig ki nem adott munkái. Pest, 1817
- Halotti beszéd mélt. Ludányi Bay Ferencz eltemettetése alkalmatosságára készíttetett. Pest, 1820

Csokonai latin epitaphiumát is ő irta.